# 費根鮑姆常數

有（半）自相似性質的曼德博集合放大動畫展示其局部縮小的比率接近第一費根鮑姆常數（這個動畫只展示了中心從(-1,0)至(-1.31,0)，範圍0.5×0.5至0.12×0.12的圖像）

費根鮑姆常數是分岔理論中重要兩個的數學常數，這兩個常數因數學家費根鮑姆而得名。

## 第一常數

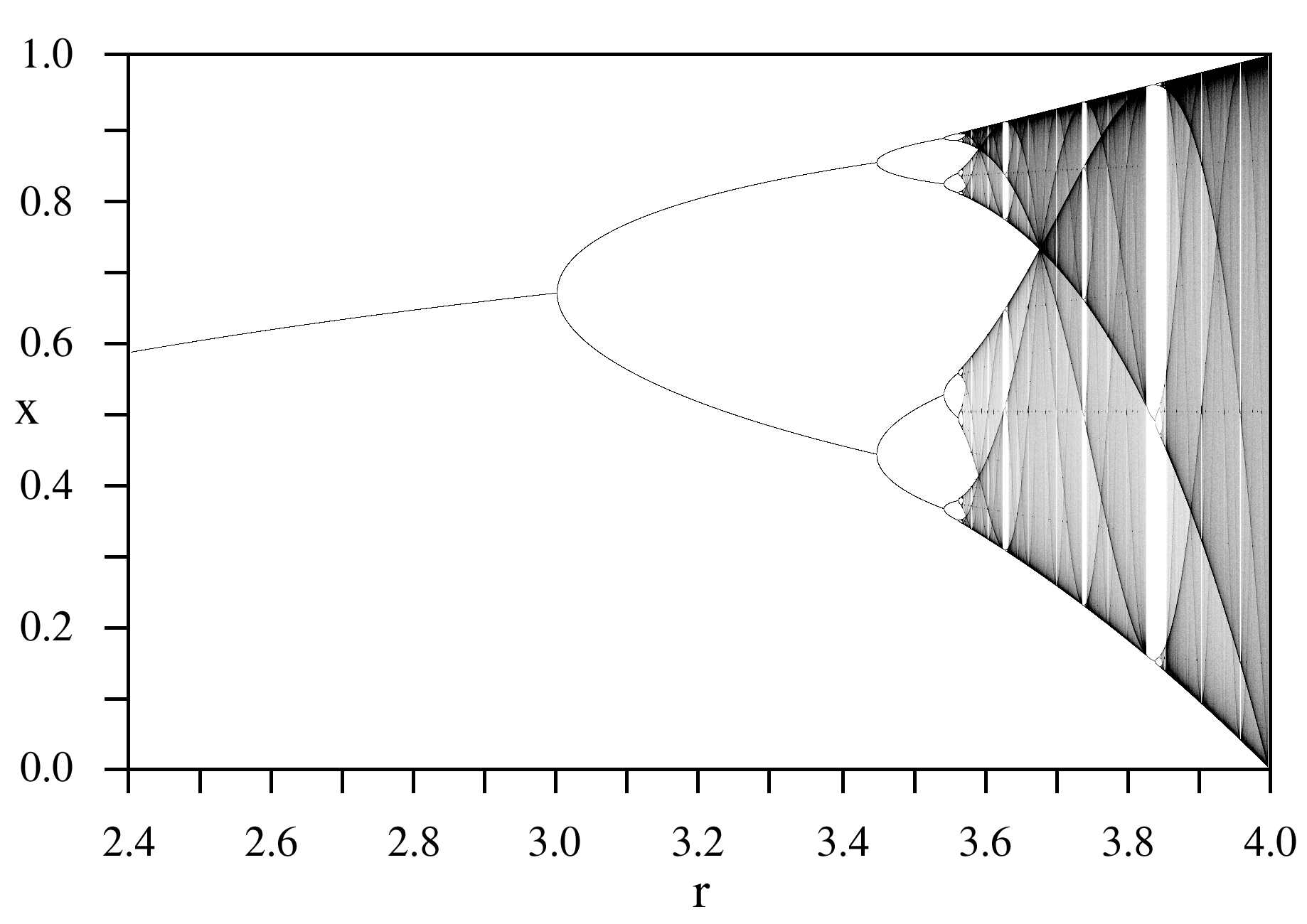
單峰映象中，圖中左側開始的分叉點之間的水平距離之比的極限為第一費根鮑姆常數，豎直方向上特定的分叉點之間距離之比的極限是第二費根鮑姆常數

第一费根鲍姆常数是倍週期分叉中相鄰分叉點間隔的極限比率，用δ表示：
{\displaystyle \delta =4.6692016091029906718532038..}。（OEIS數列A006890）

## 第二常數
第二费根鲍姆常数，又叫費根鮑姆減少係數（Feigenbaum reduction parameter），用α表示：
{\displaystyle \alpha =2.502907875095892822283902873..}。（OEIS數列A006891）

## 歷史
1975年，費根鮑姆用HP-65計算器計算後得出，這種週期倍增分岔（period-doubling bifurcations）發生時的參數之間的差率是一個常數，他為此提供了數學證明。他進一步揭示了同樣的現象、同樣的常數適用於廣泛的數學函數領域，這個普適的結論使數學家們能夠在對表像不可捉摸的混沌系統的解密道路上邁出了第一步。這個“極限率”（ratio of convergence）現在通稱為費根鮑姆常數。1978年他發表了關於映射的研究的重要論文Quantitative Universality for a Class of Nonlinear Transformations 《一個非線性變換類型的定量普適性》，其中特別談到了對於混沌理論有直接意義的Logistic映射。

## 性質
這兩個常數所屬的數集至今仍不明確，可以猜測這兩個都是超越數，但實際上現在連這兩個數是否為無理數的證明都沒有。
烏克蘭數學家米哈伊尔·柳比奇于90年代給出了費根鮑姆常數的普適性證明。